# Фанни-Ривер (Аляска)
Фанни-Ривер (англ. Funny River) — статистически обособленная местность, расположенная в боро Кенай (штат Аляска, США) с населением в 877 человек по данным переписи 2010 года.

## География
По данным Бюро переписи населения США статистически обособленная местность Фанни-Ривер имеет общую площадь в 75,89 км², из которых 70,45 км² занимает суша и 5,44 км² — вода. Площадь водных ресурсов составляет 7,17 % от всей его площади.
Статистически обособленная местность Фанни-Ривер расположена на высоте 84 метра над уровнем моря.

## Демография
По данным переписи населения 2000 года в Фанни-Ривер проживало 636 человек, 182 семьи, насчитывалось 278 домашних хозяйств и 621 жилой дом. Средняя плотность населения составляла около 8,8 человек на один квадратный километр. Расовый состав Фанни-Ривер по данным переписи распределился следующим образом: 93,71 % белых, 1,73 % — коренных американцев, 1,10 % — азиатов, 2,04 % — представителей смешанных рас, 1,42 % — других народностей. Испаноговорящие составили 0,47 % от всех жителей статистически обособленной местности.
Из 278 домашних хозяйств в 22,3 % — воспитывали детей в возрасте до 18 лет, 57,9 % представляли собой совместно проживающие супружеские пары, в 3,6 % семей женщины проживали без мужей, 34,5 % не имели семей. 25,9 % от общего числа семей на момент переписи жили самостоятельно, при этом 4,7 % составили одинокие пожилые люди в возрасте 65 лет и старше. Средний размер домашнего хозяйства составил 2,29 человек, а средний размер семьи — 2,8 человек.
Население статистически обособленной местности по возрастному диапазону по данным переписи 2000 года распределилось следующим образом: 20,1 % — жители младше 18 лет, 3,8 % — между 18 и 24 годами, 25,9 % — от 25 до 44 лет, 38,7 % — от 45 до 64 лет и 11,5 % — в возрасте 65 лет и старше. Средний возраст жителей составил 45 лет. На каждые 100 женщин в Фанни-Ривер приходилось 114,9 мужчин, при этом на каждые сто женщин 18 лет и старше приходилось 119,9 мужчин также старше 18 лет.
Средний доход на одно домашнее хозяйство в статистически обособленной местности составил 43 047 долларов США, а средний доход на одну семью — 51 518 долларов. При этом мужчины имели средний доход в 29 821 доллар США в год против 21 875 долларов среднегодового дохода у женщин. Доход на душу населения в статистически обособленной местности составил 22 648 долларов в год. 3,2 % от всего числа семей и 3,5 % от всей численности населения находилось на момент переписи населения за чертой бедности, при этом 5,9 % из них были моложе 18 лет и — в возрасте 65 лет и старше.